# ISS-Expeditie 2
ISS-Expeditie 2 was de tweede expeditie naar het internationale ruimtestation ISS.

## Bemanning
- Joeri Oesatsjov, gezagvoerder  Rusland
- Susan Helms, vluchtingenieur  Verenigde Staten
- James Voss, vluchtingenieur  Verenigde Staten

## Missieparameters
- Perigeum: 384 km
- Apogeum: 396 km
- Glooiingshoek: 51,6°
- Omlooptijd: 92 min.
- Gekoppeld aan het ISS: 10 maart 2001, 06.38 UTC
- Afgekoppeld van het ISS: 22 augustus 2001, 14:51:30 UTC
- Tijd gekoppeld aan het ISS: 163 dagen 8 u, 13 min, 30 s

## Bezoeken van andere astronauten
Gedurende de missie waren er vier missies van de spaceshuttle en één Sojoezmissie. Hieronder volgt het schema van de missies:
- 8 maart 2001: Discovery STS-102
- 19 april 2001: Endeavour STS-100
- 28 april 2001: Sojoez TM-34
- 12 juli 2001: Atlantis STS-104
- 10 augustus 2001: Discovery STS-105